# Йозеф Ельсінггорст
Йозеф Ельсінггорст (нім. Josef Elsinghorst; 26 серпня 1916, Бохольт — 22 червня 2006, Детмольд або Бохольт) — німецький офіцер-підводник, оберлейтенант-цур-зее резерву крігсмаріне.

## Біографія
15 квітня 1939 року вступив на флот. Після проходження навчання з12 листопада 1939 року служив на ескортному човні F10, з 15 квітня 1940 року — в 10-му дивізіоні корабельних гармат, 12-14 червня 1940 року — при командувачі мінними тральщиками на Заході. З жовтня 1941 року — вахтовий офіцер у 18-й, з 1 грудня 1942 року — командир корабля в 28-й флотилії мінних тральщиків.
З 6 червня по 6 грудня 1943 року пройшов курс підводника, з 7 грудня 1943 по 15 лютого 1944 року — курс позиціонування (радіовимірювання), з 16 лютого по 31 березня — курс командира човна. 1 квітня 1944 року направлений на будівництво підводного човна U-822. З 1 липня 1944 року — командир U-822. 5 травня 1945 року наказав затопити човен в рамках операції «Регенбоген». 8 травня 1945 року взятий в полон британськими військами.

## Звання
- Рекрут (15 квітня 1939)
- Матрос-єфрейтор (1 січня 1940)
- Матрос-єфрейтор резерву (1 квітня 1940)
- Штурмансмат резерву (1 травня 1940)
- Штурман резерву (1 листопада 1940)
- Лейтенант-цур-зее резерву (1 жовтня 1941)
- Оберлейтенант-цур-зее резерву (1 жовтня 1943)

## Нагороди
- Нагрудний знак мінних тральщиків (травень 1942)
- Залізний хрест
  - 2-го класу (вересень 1942)
  - 1-го класу (березень 1943)